# Kurt Schulz (Politiker)
Kurt Schulz (* 8. Oktober 1922 in Stettin; † 22. März 2017 in Eckernförde) war ein deutscher Politiker (SPD). Er war Erster Vizepräsident des Landtages von Schleswig-Holstein und Grenzlandbeauftragter des schleswig-holsteinischen Ministerpräsidenten Björn Engholm.

## Leben und Beruf
Kurt Schulz wuchs in Stettin auf und lebte später in Eckernförde. Nach dem Besuch der Volksschule und des Gymnasiums und dem bestandenen Abitur schlug er einen Verwaltungslaufbahnweg ein. Nach dem Zweiten Weltkrieg engagierte sich Kurt Schulz politisch in der SPD. Kurt Schulz war verheiratet und hatte zwei Kinder.

## Partei
Schulz war Vorsitzender des SPD-Ortsvereins Eckernförde und Landesschatzmeister der SPD in Schleswig-Holstein. In seiner Funktion als Schatzmeister hatte er maßgeblichen Anteil an der Gründung der Gustav Heinemann Bildungsstätte in Malente. Ohne seine Risikobereitschaft und Überzeugungskraft hätte es Bildungseinrichtung nicht gegeben.

## Abgeordneter
Schulz gehörte von 1948 bis 1970 dem Kreistag des Kreises Eckernförde und von 1951 bis 1969 der Ratsversammlung von Eckernförde an.
Von 1958 bis 1975 war er Mitglied des Landtages von Schleswig-Holstein. Dort war er von 1960 bis 1975 stellvertretender Vorsitzender des Finanzausschusses und von 1971 bis 1975 stellvertretender Vorsitzender des Ausschusses für die Wahrung der Rechte der Volksvertretung. Weitere Ausschüsse, denen Schulz während seiner Landtagsabgeordneten-Tätigkeit angehörte, waren unter anderen der Heimatvertriebenenausschuss, der Volkswohlfahrtsausschuss, der Innenausschuss und der Untersuchungsausschuss zur Heyde-Sawade-Affäre II. Von 1967 bis 1971 war Schulz außerdem stellvertretender Vorsitzender der SPD-Landtagsfraktion. Am 24. Mai 1971 wurde er zum Ersten Landtagsvizepräsidenten gewählt.
Kurt Schulz ist stets über die Landesliste in den Landtag eingezogen.

## Öffentliche Ämter
Schulz war von 1951 bis 1969 Erster Stadtrat und von 1969 bis 1987 Bürgermeister von Eckernförde. Anerkannt sind aus dieser Zeit vor allem seine Verdienste als Finanzfachmann, die der Stadt diverse infrastrukturelle Maßnahmen ermöglichten (wie beispielsweise den Bau des Meerwasserwellenbades). „Kurt Schulz war ein versierter Finanzfachmann und wusste dank seiner bundesweit hervorragenden Kontakte, wo er für Eckernförde welche Fördertöpfe anzapfen konnte.“ Während seiner Amtszeit wuchsen die Rücklagen von null auf 18 Millionen DM, während die Verschuldung von 30,2 auf 7,5 Millionen DM sank. In die Kritik gerieten andere Themenfelder wie die mangelhafte Pflege des historischen Stadtbildes Eckernfördes und sein Verhalten zum Anfang der 1980er Jahre geplanten Sport- und Freizeitzentrum Borbyhof.
Von 1991 bis 2000 wirkte Kurt Schulz als Nachfolger Kurt Hamers in der Funktion als Grenzlandbeauftragter des schleswig-holsteinischen Ministerpräsidenten Björn Engholm. Die Ansiedelung des Europäischen Zentrums für Minderheitenfragen (ECMI) in Flensburg gehörte zu seinen großen Erfolgen als Grenzlandbeauftragter.
Weitere öffentliche Ämter waren unter anderen: Mitglied und 1972/73 Vorsitzender des NDR-Rundfunkrates, Verwaltungsratsvorsitzender der Kreis- und Stadtsparkasse Eckernförde (inzwischen zur Förde-Sparkasse fusioniert), Vorstandsmitglied des Deutschen Städtetages und des Städtebundes Schleswig-Holstein. Kurt Schulz war Mitglied der 1., 5. und 6. Bundesversammlung zur Wahl der Bundespräsidenten (Theodor Heuss, Gustav Heinemann und Walter Scheel).

## Ehrungen
- 1969: Ehrenring der Stadt Eckernförde
- 1972: Bundesverdienstkreuz 1. Klasse
- 1987: Ehrenbürger der Stadt Eckernförde
- 2000: Großes Verdienstkreuz (1975) mit Stern (1989) und Schulterband des Verdienstordens der Bundesrepublik Deutschland
- 2012: Willy-Brandt-Medaille